# Oblitération par losange gros chiffres

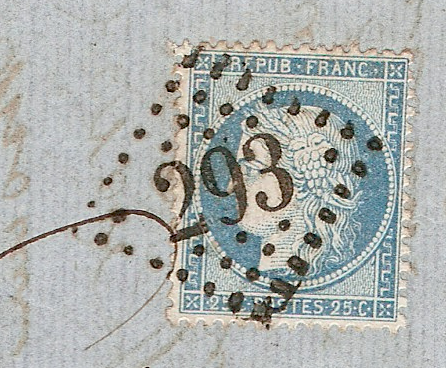
Détail d'une lettre montrant le cachet Gros Chiffre sur le timbre.

L'oblitération par losange gros chiffres est une marque postale française utilisée entre 1862 et 1876.

## Le cachet Gros Chiffres
Ce cachet a pour fonction d'oblitérer le timbre-poste pour qu'il ne soit plus réutilisable. Des années 1850 à 1876 en France, ce cachet donne une oblitération en forme de losange composé d'un grand nombre de points noirs.
À partir de 1852, l'administration met en service des cachets oblitérants ou chaque bureau de poste est repéré par un code numérique constitué de petits chiffres. Sur lettre, ce cachet est toujours accompagné d'un cachet dateur qui est supposé faire apparaitre la date d'envoi de façon lisible.
Quelques années plus tard, en 1862, constatant le peu de lisibilité de ce type de cachet, elle décide de changer de typographie et de passer à un autre type : l'oblitération par losange gros chiffre.
Elle établit une nomenclature qui est mise en service en décembre 1862. La première partie démarre à 1 pour Abbeville jusqu'à 4361 pour Zévaco - (orthographié ZIVACO).
Elle sera donc utilisée dès décembre 1862, bien que la date officielle prévue était le 1er janvier 1863. La 1re date connue de l'oblitération GROS chiffres sur lettre est pour la France métropolitaine le 19 décembre 1862. Mais cette oblitèration a aussi été utilisée dans les colonies depuis avant cette date.
En 1876, le timbre à date finit par faire office de cachet d'oblitération à partir de mars, mettant fin à l'usage courant de ce type d'oblitération.

## Les petits chiffres des gros chiffres
L'administration postale disposait de cachets petits chiffres qu'elle a également distribués à certains bureaux. Au départ, il s'agissait de résoudre
des problèmes de surcharge. Mais certains bureaux les ont régulièrement utilisés.
Ces cachets sont en conformité avec la numérotation gros chiffre (il ne s'agit pas d'utilisation tardive des petits chiffres. Sur lettre l'identification ne pose aucun problème grâce à l'utilisation du cachet à date. Sur timbre isolé, la distinction prend en compte la date d'édition du timbre (un petit chiffre sur un Cérès dentelé est obligatoirement un « petit chiffre des gros chiffres »).

## Utilisation historique et géographique des cachets gros chiffres
L'emploi de ces cachets a été systématique de 1862 à 1876. Il est donc le reflet de la progression de l'administration française en France et dans le monde.

### Créations et modifications de bureaux
La nomenclature initiale de 1862 contenait 4361 numéros de bureaux. Entre 1862 et 1876, la nomenclature a évolué de 4362 à 4999 dans une première phase. Ensuite la nomenclature a repris au-delà de 6000, jusqu'à 6448 ensuite (les numéros commençant par 5000 étant affectés à l'Algérie et aux bureaux à l'étranger). Il faut également intégrer des reprises des numéros inutilisés en raison du rattachement de l'Alsace Lorraine à la France.
Environ 1200 bureaux ont donc été créés entre 1862 et 1876.
Quelques bureaux ont vu leur nom évoluer (ou ont été déplacés vers une commune voisine. On les repère dans la table à travers les répétitions de numéros. Par exemple :
- Le GC 274 initialement affecté à Azerat (en Dordogne orthographié AZERAC) a été ensuite affecté à La Bachellerie.

### Les bureaux d'Algérie
De 1848 à 1924 la politique de l'administration a été de considérer que l'Algérie faisait partie intégrante de la France. L'administration postale y a donc établi les mêmes règles que sur le territoire métropolitain.
Elle était divisée en trois départements (Alger, Constantine, Oran) dont les numéros étaient compris entre 5000 et 5172. Voir :
- Histoire philatélique et postale du département d'Alger
- Histoire philatélique et postale du département de Constantine
- Histoire philatélique et postale du département d'Oran

### Nomenclature (extrait)
| N° Bur. | Bureau       | Département   | N° Dep. | Liens |
| ------- | ------------ | ------------- | ------- | ----- |
| 1       | Abbeville    | Somme         | 76      |       |
| 2       | Ablis        | Seine-et-Oise | 72      |       |
| 3       | Ablon        | Seine-et-Oise | 72      |       |
| 4       | Abondance    | Haute-Savoie  | 89      |       |
| 5       | Abrechwiller | Meurthe       | 52      |       |
| 6       | Les Abrets   | Isère         | 37      |       |

## Usages particuliers de la nomenclature gros chiffres

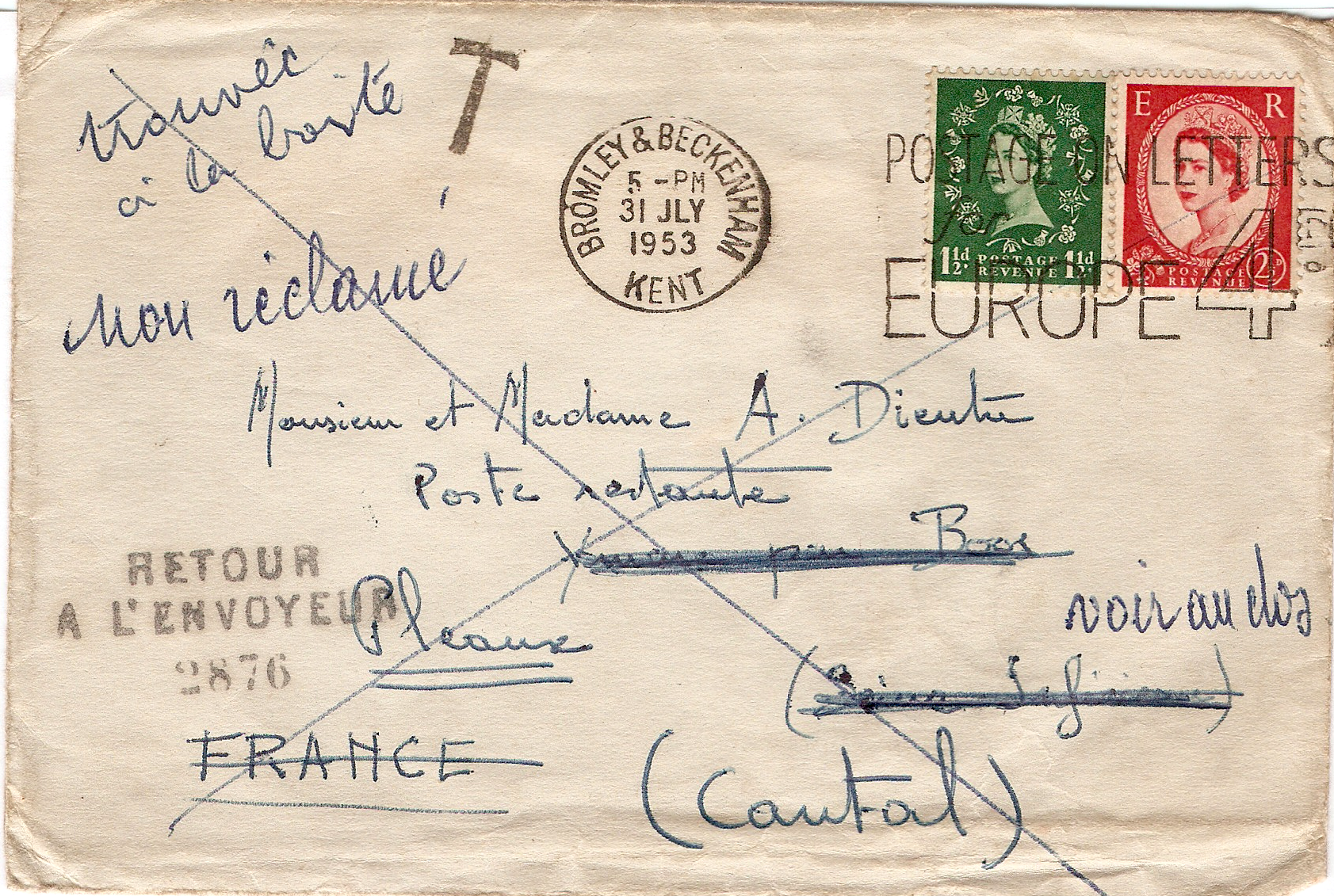
Lettre envoyée de Grande-Bretagne vers Pleaux dans le Cantal avec un cachet de retour émis par ce bureau avec la marque de retour 2876.

La nomenclature des bureaux gros chiffres a dépassé le cadre de l'oblitération simple. Elle a notamment servi dans les cachets de retour et dans ceux des bureaux de passe.

### Retour
Les cachets de retour à l'envoyeur servent à indiquer que le destinataire n'a pu être joint et que le courrier doit être retourné à l'envoyeur. Ils sont utilisés par les bureaux du lieu de destination.
Plusieurs types de griffe ont été utilisés et notamment celles qui contiennent le numéro du bureau avec sa nomenclature gros chiffres.

### Bureau de passe

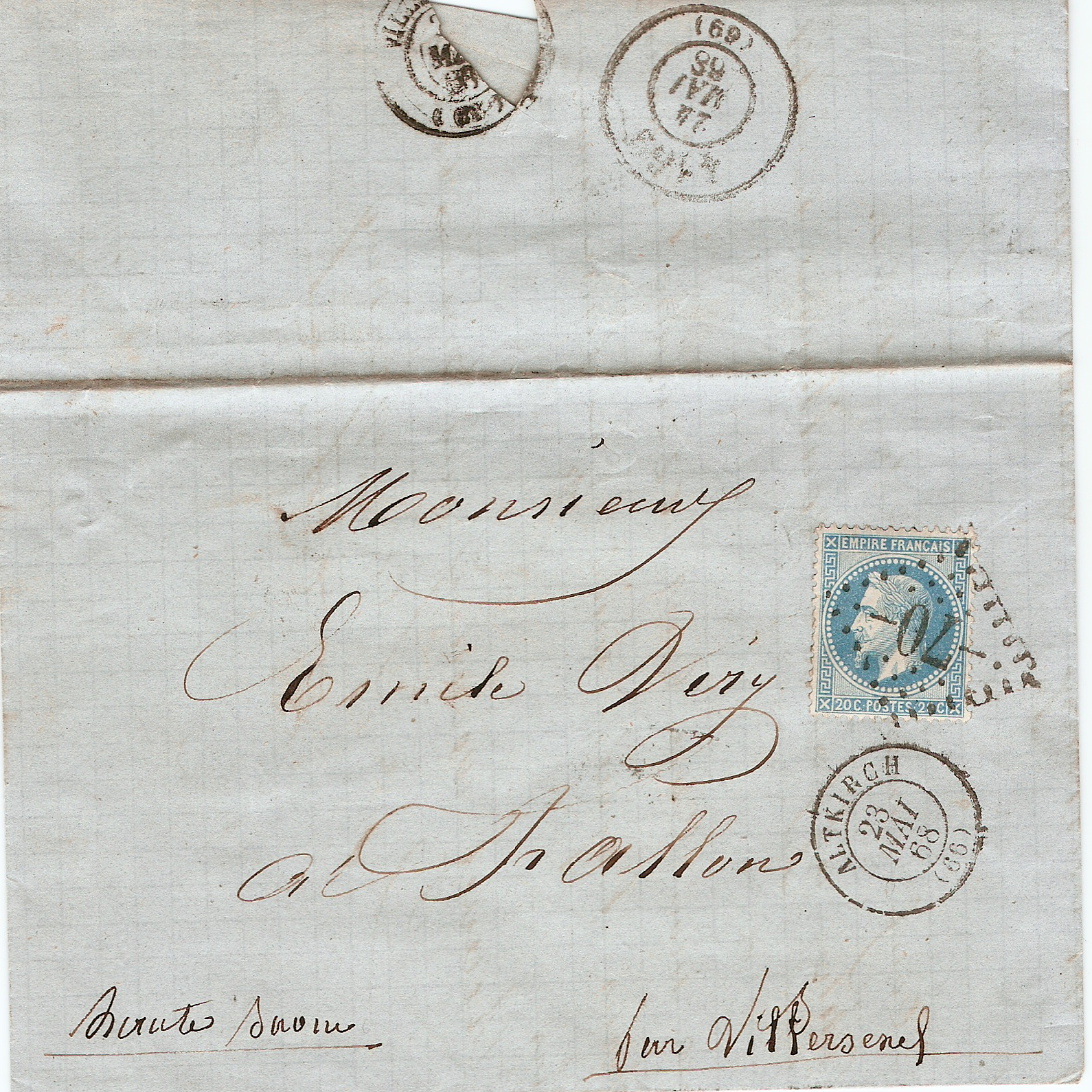
Lettre de Altkirch vers Villersexel avec une griffe bureau de passe de Vesoul (4169)

Les bureaux de passe sont liés à la poste ferroviaire. Leur rôle était d'acheminer les dépêches et correspondances qu'ils recevaient d'autres bureaux et notamment les ambulants ou les courriers convoyeurs.
La nomenclature gros chiffre a été également utilisée pour les identifier.

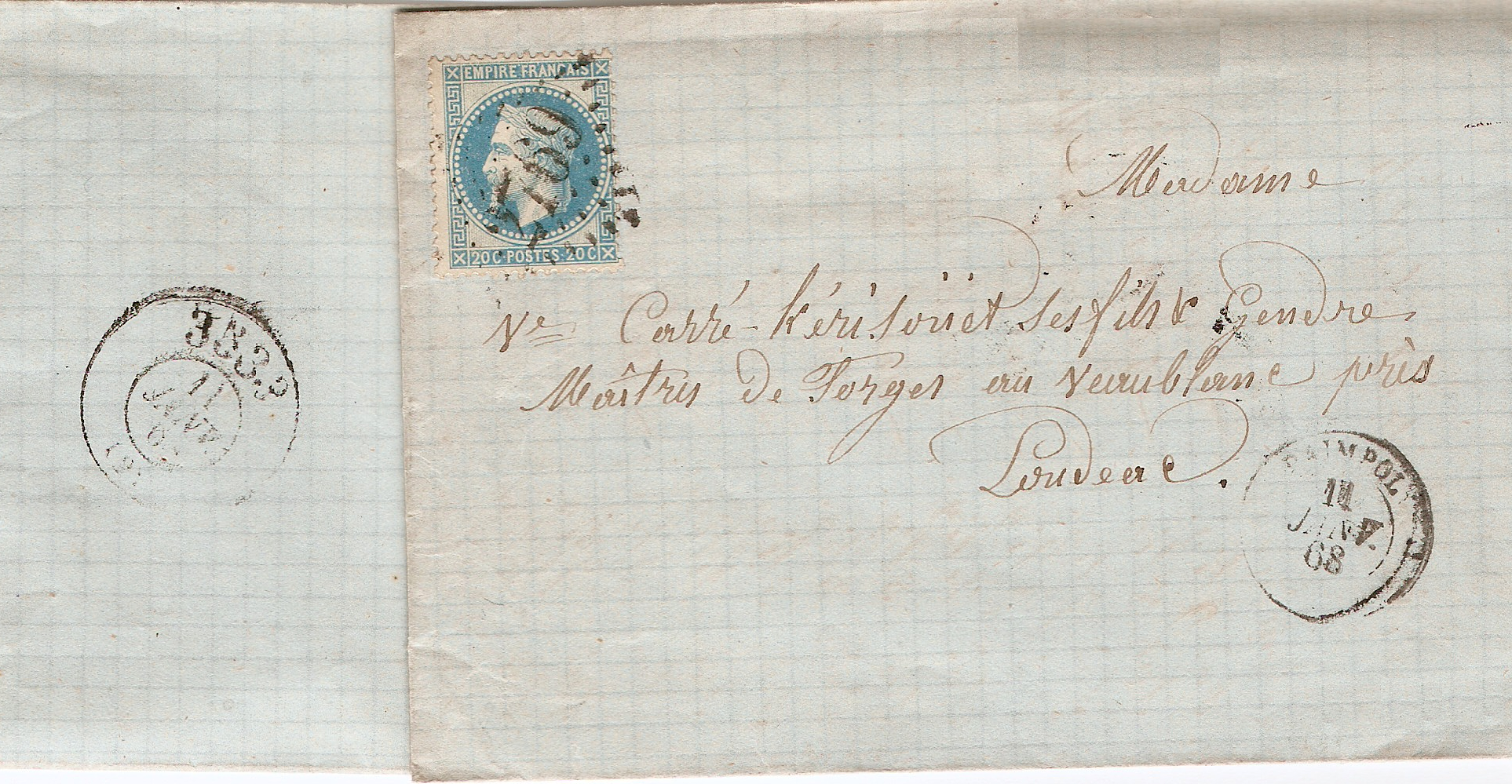
Lettre de Paimpol avec un cachet bureau de passe 3533 au verso

| N° Bur. | Bureau                                        | Département                       | N° Dep. | Liens                            |
| ------- | --------------------------------------------- | --------------------------------- | ------- | -------------------------------- |
| 99      | Angers                                        | Maine-et-Loire                    | 47      |                                  |
| 305     | Bar-le-Duc                                    | Meuse                             | 53      |                                  |
| 506     | Blois                                         | Loir-et-Cher                      | 40      |                                  |
| 691     | Caen                                          | Calvados                          | 13      |                                  |
| 897     | Charité (La)                                  | Nièvre                            | 56      |                                  |
| 947     | Châteauroux                                   | Indre                             | 35      |                                  |
| 978     | Chaumont (Haute-Marne) — Chaumont-en-Bassigny | Haute-Marne                       | 50      |                                  |
| 1307    | Dijon                                         | Côte-d'Or                         | 20      |                                  |
| 1987    | Laval                                         | Mayenne                           | 51      |                                  |
| 2056    | Lisieux                                       | Calvados                          | 13      |                                  |
| 2188    | Mans (Le)                                     | Sarthe                            | 71      |                                  |
| 2351    | Mézières → Charleville-Mézières               | Ardennes                          | 7       |                                  |
| 2565    | Moulins-sur-Allier                            | Allier                            | 3       |                                  |
| 2598    | Nancy                                         | Meurthe                           | 52      |                                  |
| 2654    | Nevers                                        | Nièvre                            | 56      |                                  |
| 2660    | Niort                                         | Deux-Sèvres                       | 75      |                                  |
| 2915    | Poitiers                                      | Vienne                            | 80      |                                  |
| 3112    | Rennes                                        | Ille-et-Vilaine                   | 34      | lien vers un fichier sur Commons |
| 3219    | Rouen                                         | Seine-Maritime — Seine-Inférieure | 74      |                                  |
| 3325    | Saumur                                        | Maine-et-Loire                    | 47      |                                  |
| 3533    | Saint-Brieuc                                  | Côtes-d'Armor — Cotes-du-Nord     | 21      |                                  |
| 4169    | Vesoul                                        | Haute-Saône                       | 69      | lien vers un fichier sur Commons |
| 4201    | Vierzon                                       | Corrèze                           | 18      |                                  |

## Collectionner les Gros Chiffres
La collection de gros chiffres offre de multiples combinaisons qui permettent d'engager des recherches intéressantes avec des prix abordables. Par exemple, on peut commencer à trouver de tels cachets sur des timbres détachés dans des caisses « à un euro les dix timbres » et, sur lettre, dans des boites à un euro la lettre. Les ouvrages spécialisés donnent des cotes comprises entre 2€ et 10 000 € pour les timbres sur lettres.
Plusieurs facteurs doivent être pris en compte dans l'évaluation d'une lettre de cette époque :
- Les timbres qui ont servi à l'affranchissement et leur conformité au tarif postal[3],
- Le numéro de cachet gros chiffres[4],
- La nature du cachet à date,
- La lisibilité des cachets à date (la date est importante),
- La nature des autres cachets figurant au recto et au verso,
- La date est à considérer surtout dans les extrêmes (premier jour ou usage tardif),
- La destination (notamment pour l'étranger où les plus-values peuvent être importantes).
- Le contenu de la lettre est également à prendre en compte (récit informatif ou facture illustrée par exemple)...

Ces différents critères peuvent donner des pistes de collection :
- Une enveloppe par département (peu couteux et déjà intéressant),
- Quelques enveloppes pour illustrer une collection classique,
- Un département,
- Un type de commune (crus viticoles...),
- Les bureaux à l'étranger...